# 川崎村 (新潟県西頸城郡)
川崎村（かわさきむら）は、かつて新潟県西頸城郡にあった村。

## 沿革
- 1889年（明治22年）4月1日 - 町村制の施行により、西頸城郡百川村、藤崎村及び大洞村の区域をもって、西頸城郡川崎村が発足する。
- 1901年（明治34年）11月1日 - 西頸城郡四ヶ所村及び川崎村が合併して、西頸城郡磯部村が発足する。